# Jaime Alguersuari
Jaime Alguersuari (* 23. března 1990, Barcelona) je španělský pilot, který se při Grand Prix Maďarska 2009 stal nejmladším pilotem v historii Formule 1. Od této Grand Prix nahradil v kokpitu týmu Toro Rosso Sébastiena Bourdaise.

## Kariéra

### Počátky kariéry
Alguersuari začal svou formulovou kariéru v roce 2005. O rok později vyhrál zimní sérii italské Formule Renault. V následující sezóně skončil v hlavní části tohoto šampionátu na 2. místě, za Mikou Mäkim.

### Formule 3
Pro rok 2008 se Jaime přestěhoval do šampionátu Britské Formule 3, kde závodil pro tým Carlin Motorsport společně se svými stájovými kolegy, kterými byli Brendon Hartley, Oliver Turvey a Sam Abay. Šampionát byl po celou sezónu dramatický, o titul bojovali Alguersuari, Hartley, Turvey a Sergio Pérez. Alguersuari však vyhrál poslední 3 závody a tím si zajistil titul. Zároveň překonal rekord, když se stal nejmladším pilotem, který dokázal vyhrát tuto sérii, bylo mu přesně 18 let a 203 dní, byl také prvním Španělem, kterému se podařilo získat britský titul. V témže roce ještě zastoupil zraněného Marka Webbera při Závodu šampiónů na stadionu Wembley.

### Světová série Renault
Pro sezónu 2009 si Jaime zajistil místo ve Světové sérii pod záštitou automobilky Renault. Pokračoval opět v týmu Carlin a také společně s Oliverem Turveyem. V polovině sezóny však přišla větší výzva. Zatímco figuroval v tomto šampionátu na 8. místě s jedním pódiovým umístěním, dostal nabídku od týmu Toro Rosso, aby nahradil Sébastiena Bourdaise, kterého tým propustil. I přes takovou velkorysou nabídku chtěl Jaime dál jezdit i Světovou sérii Renault. Týden po svém debutu ve Formuli 1 se tak do této série znovu vrátil. Jízda ve Formuli 1 jakoby mu dodala krev do žil, jelikož závod Světové série Renault vyhrál. Za celý víkend pak posbíral 27 bodů a posunul se z 8. na 3. místo, nakonec skončil na celkovém 6. místě.

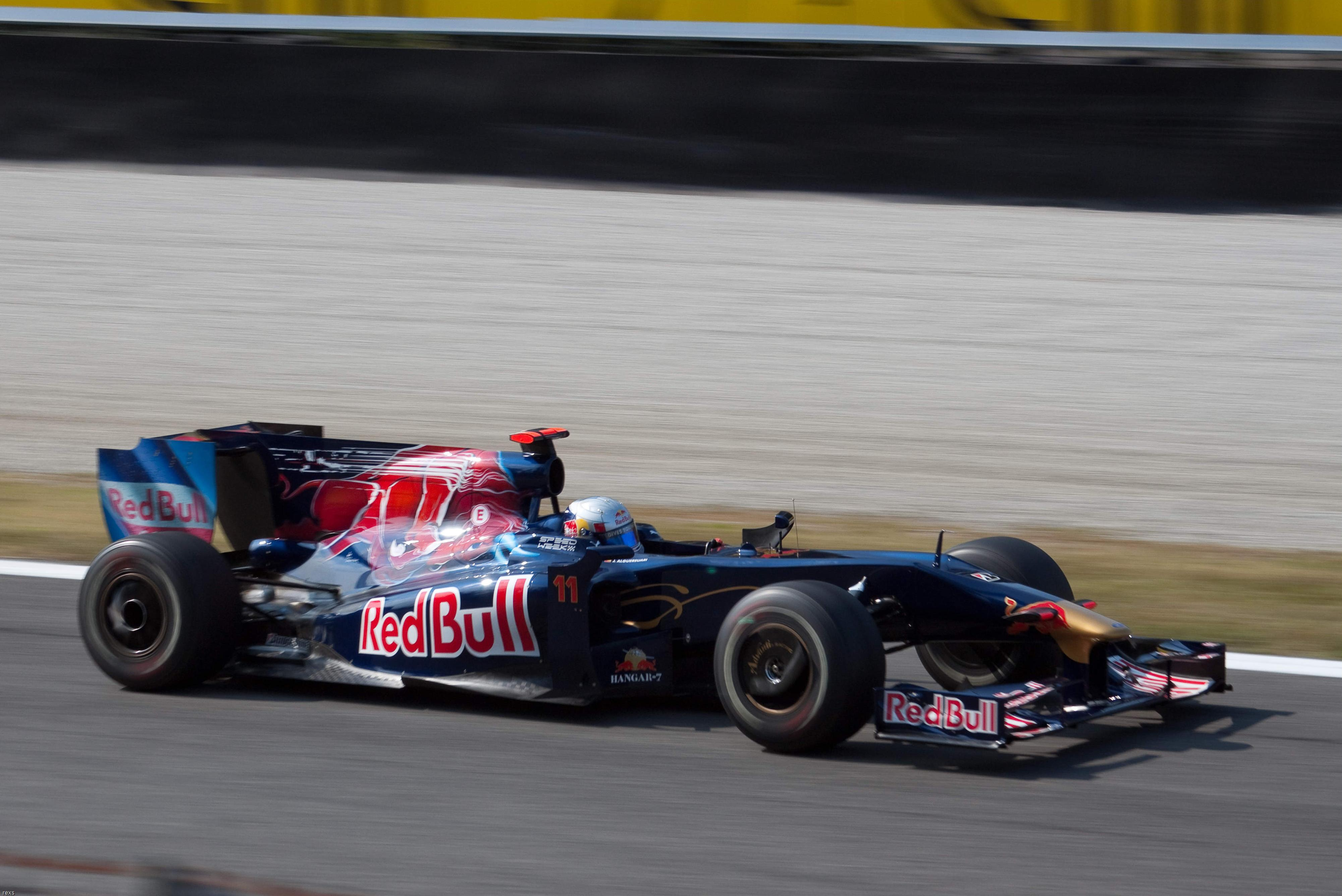
Alguersuari ve voze Toro Rosso při Grand Prix Itálie 2009.

### Formule 1

#### 2009–2011: Toro Rosso
Alguersuari převzal roli rezervního jezdce pro týmy Red Bull Racing a Toro Rosso, po svém bývalém kolegovi Hartleyovi, pro druhou polovinu sezóny 2009. A hned dva týdny po jmenování do této funkce, propustil tým Toro Rosso Sébastiena Bourdaise a Alguersuari byl ihned pasován do role jeho náhradníka ještě před tím, než vše oficiálně potvrdil tým. Toro Rosso nakonec Jaimeho opravdu potvrdilo jako pilota pro Grand Prix Maďarska 2009. Stal se tak nejmladším pilotem Formule 1, bylo mu 19 let a 125 dní (Tento rekord se udržel do Grand Prix Austrálie 2015, kde ho překonal Max Verstappen- 17 let a 166 dní) když překonal rekord, který držel Mike Thackwell. Stal se tak sedmým teenagerem, který startoval ve Formuli 1. V závodě skončil Alguersuari na 15. místě a dokonce hned porazil svého stájového kolegu, Sébastiena Buemiho. Ve svém druhém závodě si o jednu příčku pohoršil, další 4 závody však nedokončil. V lednu 2010 bylo oznámeno, že Španěl bude u italského týmu pokračovat i v další sezoně.

## Kompletní výsledky
| Legenda k tabulce | Legenda k tabulce                                                                       |
| Barva             | Výsledek                                                                                |
| ----------------- | --------------------------------------------------------------------------------------- |
| Zlatá             | Vítěz                                                                                   |
| Stříbrná          | 2. místo                                                                                |
| Bronzová          | 3. místo                                                                                |
| Zelená            | Bodované umístění                                                                       |
| Modrá             | Nebodované umístění                                                                     |
| Modrá             | Dokončil neklasifikován (NC)                                                            |
| Fialová           | Odstoupil (Ret)                                                                         |
| Červená           | Nekvalifikoval se (DNQ)                                                                 |
| Červená           | Nepředkvalifikoval se (DNPQ)                                                            |
| Černá             | Diskvalifikován (DSQ)                                                                   |
| Bílá              | Nestartoval (DNS)                                                                       |
| Bílá              | Závod zrušen (C)                                                                        |
| Světle modrá      | Pouze trénoval (PO)                                                                     |
| Světle modrá      | Páteční testovací jezdec (TD)                                                           |
| Bez barvy         | Netrénoval (DNP)                                                                        |
| Bez barvy         | Vyřazen (EX)                                                                            |
| Bez barvy         | Nepřijel (DNA)                                                                          |
| Bez barvy         | Odvolal účast (WD)                                                                      |
| Bez barvy         | Nezúčastnil se (prázdné)                                                                |
| Označení          | Význam                                                                                  |
| Tučnost           | Pole position                                                                           |
| Kurzíva           | Nejrychlejší kolo                                                                       |
| †                 | Jezdec nedojel do cíle, ale byl klasifikován, protože odjel více než 90 % délky závodu. |
| ‡                 | Byl udělován poloviční počet bodů, protože bylo odjeto méně než 75 % délky závodu.      |
| Horní index       | Umístění bodujících jezdců ve sprintu                                                   |

### Formule 1
| Rok  | Tým                 | Šasi            | Motor              | 1      | 2      | 3       | 4      | 5      | 6       | 7      | 8      | 9      | 10      | 11     | 12      | 13      | 14      | 15      | 16     | 17      | 18     | 19     | Body | Umístění  |
| ---- | ------------------- | --------------- | ------------------ | ------ | ------ | ------- | ------ | ------ | ------- | ------ | ------ | ------ | ------- | ------ | ------- | ------- | ------- | ------- | ------ | ------- | ------ | ------ | ---- | --------- |
| 2009 | Scuderia Toro Rosso | Toro Rosso STR4 | Ferrari 056 2,4 V8 | AUS    | MAL    | CHN     | BHR    | ESP    | MON     | TUR    | GBR    | GER    | HUN 15  | EUR 16 | BEL Ret | ITA Ret | SIN Ret | JPN Ret | BRA 14 | ABU Ret |        |        | 0    | 24. místo |
| 2010 | Scuderia Toro Rosso | Toro Rosso STR5 | Ferrari 056 2,4 V8 | BHR 13 | AUS 11 | MAL 9   | CHN 13 | ESP 10 | MON 11  | TUR 12 | CAN 12 | EUR 13 | GBR Ret | GER 15 | HUN Ret | BEL 13  | ITA 15  | SIN 12  | JPN 11 | KOR 11  | BRA 11 | ABU 9  | 5    | 19. místo |
| 2011 | Scuderia Toro Rosso | Toro Rosso STR6 | Ferrari 056 2,4 V8 | AUS 11 | MAL 14 | CHN Ret | TUR 16 | ESP 16 | MON Ret | CAN 8  | EUR 8  | GBR 10 | GER 12  | HUN 10 | BEL Ret | ITA 7   | SIN 21† | JPN 15  | KOR 7  | IND 8   | ABU 15 | BRA 11 | 26   | 14. místo |

### Formule E
| Rok     | Tým           | Auto                  | 1      | 2     | 3     | 4     | 5      | 6     | 7       | 8      | 9      | 10  | 11  | Body | Umístění  |
| ------- | ------------- | --------------------- | ------ | ----- | ----- | ----- | ------ | ----- | ------- | ------ | ------ | --- | --- | ---- | --------- |
| 2014–15 | Virgin Racing | Spark-Renault SRT 01E | BEI 11 | PUT 9 | PDE 5 | BNA 4 | MIA 11 | LBH 8 | MON Ret | BER 12 | MOS 13 | LON | LON | 30   | 13. místo |